# Il seme della follia (album)
Il seme della follia è il quarto album in studio dei Peter Punk, il primo dopo la reunion del 2013.

## Tracce
1. Lo stesso fuoco – 2:37
2. Sasha Grey – 3:36
3. I veri ladri – 3:30
4. Il seme della follia – 2:03
5. Trashers – 2:40
6. Ombra longa day – 2:45
7. Odio – 2:08
8. Nucleo storico – 2:40
9. I ricordi che non ho – 2:43
10. The pug song – 2:56
11. 20+ – 2:46
12. Panico – 2:18
13. Destini – 3:10
14. Il sogno vive in me – 2:50

Durata totale: 38:42

## Formazione
- Nicolò Gasparini – chitarra elettrica e voce
- Stefano Fabretti – chitarra elettrica
- Ettore Montagner – basso
- Nicola Brugnaro – batteria